# مركز عمليات تشكيل الوعي
مركز عمليات تشكيل الوعي (بالعبرية: "هَمِرْكاز لِمِفْتْسَعي تُودَعَا" המרכז למבצעי תודעה وباختصار "ملات" מל"ת) هو وحدة متخصصة في الحرب النفسية تابعة لشعبة تنفيذ العمليات في جهاز الاستخبارات العسكرية في الجيش الإسرائيلي.
أقيمَ المركز في عام 2005 كجزء من شُعبة العمليات كهيئة تخطيط نظامي وتنفيذي، بهدف تركيز وتطوير مجال الوعي، وتنسيق جهود الوعي في الجيش الإسرائيلي ضمن حملة توعوية شاملة. خلال عام 2006، نُقِلَت الوحدة إلى شُعبَة الاستخبارات، وأصبحت هيئة تنفيذية فقط، حيث أن جزءًا كبيرًا من أنشطتها كان سريًا.
المعركة على تشكيل الوعي هي "مجموعة من الإجراءات التي تهدف إلى تغيير تصوُّر الواقع، والمواقف والمشاعر، وسلوك الجمهور المستهدف". يشمل هذا المفهوم الواسع، عمليات سرية وعلنية. نُشرت أحيانًا بعض المعلومات عن هذه العمليات علنًا، مثل توزيع المنشورات، السيطرة على بث الإذاعات والتلفزيونات التابعة للسلطة الفلسطينية، والدول العربية وتعطيلها، وإنشاء مواقع إنترنت وهمية، وغيرها.

## العمليات
- في حرب لبنان الثانية، ألقى سلاح الجو الإسرائيلي خلال قصف لبنان على المواطنين اللبنانيين أشجارًا عطرية على شكل شجرة أرز، وهي الشجرة التي ترمز إلى لبنان، وكان يظهر حسن نصر الله صغيرًا مختبئًا وراء هذه الشجرة. كان الهدف من ذلك هو الإدخال إلى وعي سكان لبنان بأن مشكلاتهم ناتجة عن حسن نصر الله، وأنه يستخدم الدولة لمصالحه الشخصية، ويختبئ خلفها. بالإضافة إلى ذلك، كان استخدام الرموز يتناغم مع مثل عربي معناه "اتركنا برائحة طيبة".[2]